# Drežnik (Črnomelj, Slovenija)
Drežnik je naselje u slovenskoj Općini Črnomelju. Drežnik se nalazi u pokrajini Dolenjskoj i statističkoj regiji Jugoistočnoj Sloveniji. 

## Stanovništvo
Prema popisu stanovništva iz 2002. godine naselje je imalo 43 stanovnika.